# Christina Hoevenaar
Adriana Christina Hoevenaar, född 2 december 1766 i Utrecht, död 12 augusti 1818 i Batavia, var en nederländsk politisk aktivist, medlem i den patriotiska rörelsen. 
Hon var dotter till advokaten Adrianus Hoevenaar (1732-1793) och Christine Mechteld Oortman (1750-1795), och gifte sig 1784 med advokaten, publicisten och patriotpartisten Johannes Christiaan Hespe (1757-1818), från vilken hon skilde sig, och 1794 med Pieter Philip Jurriaan Quint Ondaatje (1758-1818), ledare för det patriotiska partiet. 
Både hennes far och make var aktiva inom partiet patrioterna och i opposition mot huset Oranien, och själv engagerade hon sig också inom partiet. Maken fängslades för sin opposition 1785. Hon drev process mot myndigheterna för att få honom fri, och hennes lojalitet hyllades offentligt som ett föredöme inom patriotiska kretsar och besjöngs som motiv för dikter. När patrioterna besegrads 1787 förvisades familjen och bosatte sig i Frankrike. Hon skilde sig 1793 från sin förste make och gifte om sig med en partikamrat och medlem av faderns patriotmilis, med vilken hon redan hade ett förhållande, och de drev sedan en politisk tidning i Calais. Paret återvände till Nederländerna med den patriotiska revolutionen 1795. År 1816 utnämndes maken till högsta domstolen i Batavia i Nederländska Ostindien och paret bosatte sig där.